# Tomoji Eguchi
Tomoji Eguchi (jap. 江口 倫司, Eguchi Tomoji; * 22. April 1977 in der Präfektur Hyōgo) ist ein ehemaliger japanischer Fußballspieler.

## Karriere
Eguchi erlernte das Fußballspielen in der Schulmannschaft der Kwansei Gakuin High School. Seinen ersten Vertrag unterschrieb er 1996 bei Vissel Kōbe. Der Verein spielte in der zweithöchsten Liga des Landes, der Japan Football League. 1996 wurde er mit dem Verein Vizemeister der Japan Football League und stieg in die J1 League auf. Für den Verein absolvierte er 36 Erstligaspiele. 2000 wechselte er zum Ligakonkurrenten Avispa Fukuoka. Am Ende der Saison 2001 stieg der Verein in die J2 League ab. Für den Verein absolvierte er 71 Spiele. Ende 2003 beendete er seine Karriere als Fußballspieler.